# Les Aventures de Guri et Gura
Les Aventures de Guri et Gura (ぐりとぐら, Guri to Gura) est une série de livres d'enfants écrits par Rieko Nakagawa et illustrés par sa sœur Yuriko Yamawaki. Les protagonistes sont deux mulots anthropomorphes. La série commence à être publiée en 1963 par Fukuinkan Shoten.

## Description générale
Les histoires racontent les rencontres de mulots jumeaux anthropomorphes, Guri et Gura. Yamawaki accompagne les récits vaguement structurés de Nakagawa avec des illustrations simples et peu sophistiquées. Les histoires visent à divertir plutôt qu'à instruire et ne présentent donc pas de dilemmes moraux à surmonter.

## Publication et chiffres de vente
Le premier volume de la série, intitulé Guri et Gura, apparait dans le magazine pour enfants Kodomo no Tomo en 1963. L'écrivain de la série Rieko Nakagawa travaille alors comme garde d'enfants. En 2014, le premier volume s'était vendu à plus de quatre millions d'exemplaires, et la série s'était vendue à 24,9 millions d'exemplaires combinés pour le monde entier.
La série est traduite en plusieurs langues, dont l'anglais, le coréen, le français, le portugais, le thaï et l'espéranto.

## Prix et récompenses
En 2013, les deux sœurs Rieko Nakagawa et Yuriko Yamawaki ont reçu le prix Kan-Kikuchi.